# Matthew Kneale
Matthew Kneale (* 24. November 1960) ist ein britischer Autor.
Kneale wurde bekannt durch seinen Roman Englische Passagiere (2000), der den Whitbread Book Award gewann. Er studierte Moderne Geschichte im Magdalen College. Nach einem Aufenthalt in Japan begann er mit dem Schreiben. Zurzeit lebt er in Lazio, eine Autostunde von Rom entfernt, in Italien. Zu seinen weiteren Auszeichnungen gehören der Somerset Maugham Award (1988) und der John Llewellyn Rhys Prize (1992).
Kneale ist der Sohn von Nigel Kneale und Judith Kerr und der Bruder von Tacy Kneale.

## Werke in deutscher Übersetzung
- Englische Passagiere
- Kleine Vergehen in üppigen Zeiten
- Als wir Römer waren